# Cheval à Cuba
Vous lisez un « bon article » labellisé en 2023.
Le cheval (espagnol : caballo) arrive à Cuba avec les troupes des conquistadors et les premiers colons espagnols accompagnant Diego Velázquez de Cuéllar, en 1511. Élément décisif des victoires espagnoles contre les Arawaks indigènes de l'île de Cuba, il est rapidement élevé sur place, dans un premier temps comme animal militaire, puis comme monture pour le travail avec le bétail. Les conflits avec les autochtones d'Amérique entraînent la promulgation d'une loi locale qui leur interdit de posséder et de monter des chevaux ; elle reste en vigueur pendant un siècle, puis est abrogée pour permettre le recrutement de vaqueros non-européens.
Le sport hippique est introduit par les Américains au début du XXe siècle. Le pays commence ensuite à se motoriser, mais les sanctions économiques qu'il subit dans le cadre de son conflit contre les États-Unis, notamment ses problèmes d'approvisionnement en carburant, entraînent une résurgence du recours au transport hippomobile attelé et au labour avec des chevaux, à partir des années 1990. Le cheval est aussi présent dans le secteur du tourisme.
Quatorze races de chevaux sont élevées à Cuba, dont quatre locales. Comme d'autres pays de cette région géographique, l'île de Cuba est une zone de circulation active du virus du Nil occidental et de maladies transmises aux chevaux par les tiques, la babésiose et la fièvre Q. L'animal est présent parmi la culture locale, notamment dans le cinéma cubain. 

## Histoire

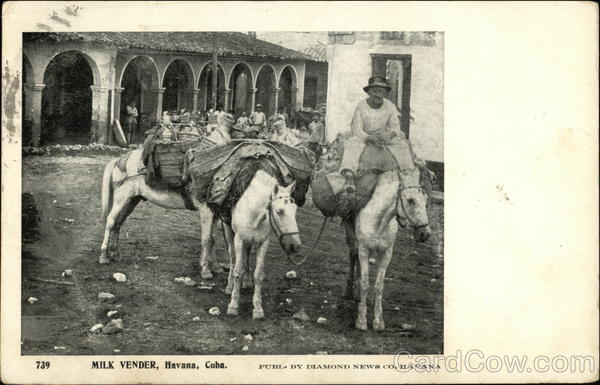
Vendeur de lait à La Havane, vers 1904.

Des fossiles de chevaux sauvages datant de la Préhistoire ont été retrouvés sur tout le continent américain. Le cheval disparaît environ 10 000 ans av. J.-C., peut-être sous la pression de la chasse des populations humaines. 
Les équidés sont réintroduits par des explorateurs et des colons européens sous leur forme domestique, au XVe siècle.

### Premières arrivées
La population native de Cuba étant rapidement subjuguée par les colons espagnols, l'élevage des chevaux et des bovins s'y implante rapidement,. Les premiers chevaux, une douzaine, sont débarqués en 1511 par les navires de Diego Velázquez de Cuéllar en provenance de l'île d'Hispaniola, qui fut la première colonisée par les Espagnols,. Velázquez de Cuéllar déclare lui-même que ces quelques chevaux ont pour but d'« imposer le respect » aux populations locales, afin de rendre la conquête plus simple. Tout comme les mules et les ânes, ces animaux sont destinés aux besoins militaires.
Le conquistador Pánfilo de Narváez est alors le seul véritable cavalier parmi ces colons espagnols arrivés en 1511. La jument qu'il monte, d'un prix élevé, est luxueusement caparaçonnée et porte une barde ornée de petites clochettes,. D'après le chroniqueur Herrera, les Arawaks sont très fortement impressionnés par cette jument, « très effrayés de voir un animal si grand qu'ils n'avaient jamais vu auparavant », porter un homme et exécuter des mouvements sous son contrôle. La présence de ce cavalier et de sa monture se révèle décisive pour les premières victoires des Espagnols à Cuba, et contre les raids des Arawaks,. Les Indiens cubains n'ont en effet aucune tradition d'usage d'animaux de travail (en), ni pour porter, ni pour tracter. Ils ont peut-être initialement perçu les cavaliers comme formant une seule entité avec leur cheval.
D'autres chevaux sont débarqués sur l'île de Cuba au fil du temps, mais une partie d'entre eux échappent au contrôle humain, redevenant semi-sauvages. Au contact de ces chevaux sans maître, les Arawaks perdent leur crainte initiale à l'égard de ces grands animaux, apprennent à les maîtriser et à les utiliser, pour devenir finalement d'excellents cavaliers. Le cacique (chef tribal) Hatuey, fuyant l'oppression de son peuple sur l'île d'Hispaniola, débarque à Cuba et y dirige pendant quelque temps des raids ciblant les chevaux des Espagnols. Cela entraîne la promulgation d'une loi locale interdisant strictement aux autochtones de posséder un cheval et une selle, et de pratiquer l'équitation. Cette loi reste en vigueur pendant plus d'un siècle à Cuba, jusqu'à ce que le manque de main d'œuvre agricole européenne et la demande en vaqueros cavaliers travaillant avec le bétail entraînent sa suppression.

### Généralisation de l'élevage

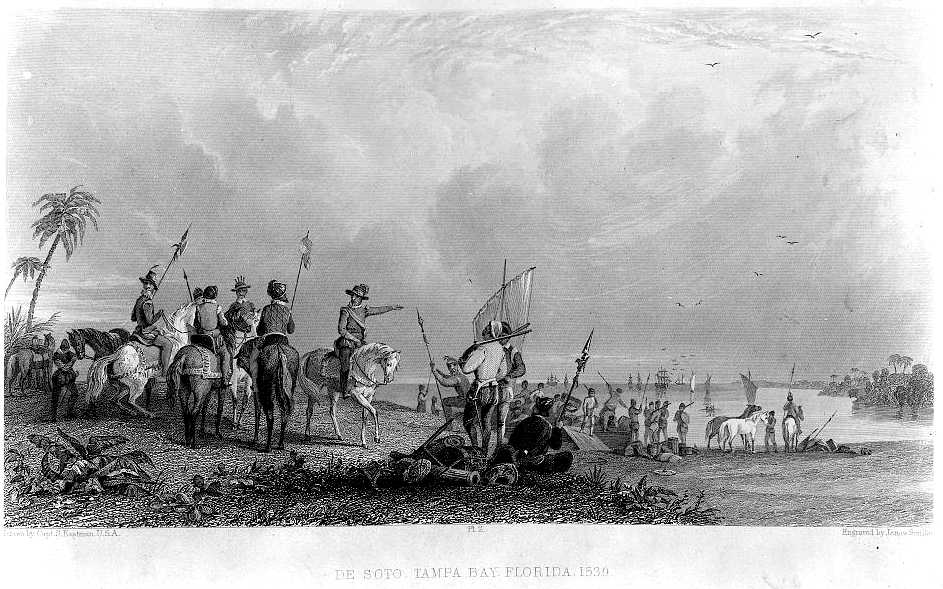
Hernando de Soto à Tampa Bay en 1539, dessin réalisé par Seth Eastman en 1853. Les chevaux de son expédition proviennent de Cuba.

Les chevaux sont initialement rares, chers et difficiles à obtenir. La campagne militaire d'Hernán Cortés à Cuba, puis à Mexico-Tenochtitlan (avec seize chevaux cubains emmenés), fait comprendre à la couronne espagnole l'importance stratégique de la cavalerie dans ces victoires, facilitant l'importation de chevaux,. Leur élevage s'implante rapidement. Les conquistadors donnent leur préférence aux chevaux nés dans les Antilles pour leurs expéditions, en raison de leur moindre coût et de leur résistance aux maladies locales,. 
Quand Narváez part dans sa campagne d'exploration de la Floride en 1527, il parvient à se fournir entièrement en chevaux à Cuba,. Hernando de Soto ne rencontre aucune difficulté à en trouver localement, en 1539,. Il fait appel à un éleveur, Vasco Porcallo de Figueroa, et trouve avec lui 50 chevaux. Lors de son arrivée à Santiago de Cuba, pendant la Pentecôte de 1538, il est accueilli par plusieurs cavaliers caparaçonnées qui l'escortent jusqu'à La Havane ; plus de 150 cavaliers l'escortent ainsi,. D'après Garcilaso de la Vega, de Soto teste la bravoure de ses hommes en les faisant participer à une tauromachie à cheval sur des montures cubaines ; cependant ce type d'entrainement faisait sans doute partie intégrante de la formation militaire des habaneros, habitants de La Havane.
Cuba s'impose comme un centre d'élevage de chevaux sur le continent américain pendant 400 ans, l'élevage du bétail géré par des cavaliers représentant la base de l'économie cubaine jusqu'au début du XIXe siècle. Chaque guajiro, habitant de la campagne cubaine, se doit de posséder au moins un cheval,. Les chevaux sont généralement destinés à l'équitation et à la traction de véhicules de transport humain ou de matériel. En général, ils ne sont pas utilisés pour les travaux agricoles. Les chevaux cubains sont aussi bâtés, mais les ânes et les mules sont préférés à ces usages, en particulier dans les zones de relief. 
Des chevaux de trait néerlandais, des Pur-sangs, des hobbies (chevaux destinés aux loisirs) et des ambleurs acadiens sont importés sur l'île dans le cadre du commerce triangulaire, mais le cheval ibérique continue de constituer la majorité du cheptel local, le plus utilisé localement pour le travail de ranch. Au contraire des îles voisines, Cuba n'a pas de populations de chevaux cimarrones.

### Après l'abolition de l'esclavage
Avec l'abolition de l'esclavage à partir des années 1880, d'anciens esclaves cubains réclament la propriété de chevaux. L'administrateur blanc J. S. Murray, arrivé à la plantation cubaine Soledad en 1884 pour le compte de ses nouveaux propriétaires E. Atkins and Company, déclare à ce sujet que « presque tous les nègres du domaine possèdent un cheval et qu'ils sont, d'une manière ou d'une autre, une source constante d'ennuis », démarrant une campagne pour forcer les ouvriers noirs à se débarrasser de leur monture. Cette campagne est vraisemblablement un échec, car non-seulement le cheval incarne l'autorité masculine, mais en plus, il semble difficile de persuader les ouvriers de renoncer à l'équitation et de se présenter au travail à pieds
En 1891, il est estimé que Cuba héberge 531 416 chevaux et 43 309 mules.

### Depuis leXXesiècle

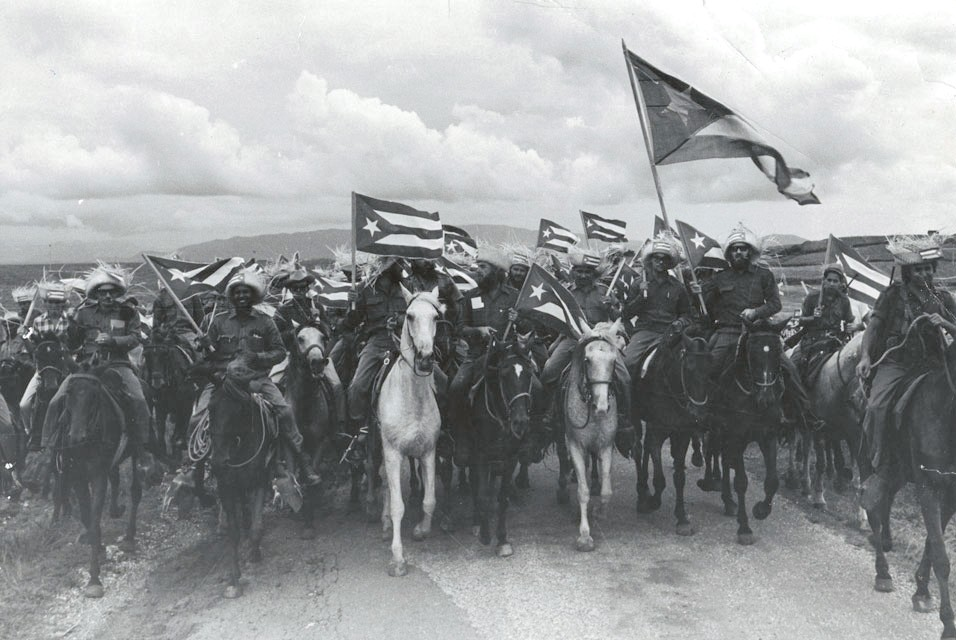
Cavaliers de la révolution cubaine de 1959.

En 1906, alors que Cuba est sous domination des États-Unis, la Cuban Racing Association tente d'introduire le sport hippique en tant qu'activité touristique pour les parieurs et les éleveurs. L'hippodrome de Curly Brown's Oriental Park ouvre en 1915 à La Havane, mais en pleine Première Guerre mondiale, il peine à fonctionner, malgré les efforts déployés pour y attirer de riches touristes. Il attire néanmoins quelques riches propriétaires américains de chevaux de course, qui peuvent profiter de l'autorisation légale d'y boire de l'alcool en pleine prohibition. En raison d'une mauvaise gestion, l'hippodrome se détériore, la saison de course de 1925 étant sauvée de justesse par un homme d'affaires d'origine canadienne, John McEntee Bowman (en).
Dans les années 1940, Cuba héberge environ un cheval pour sept habitants. Il n'existe pas de soutien particulier à l'élevage de la part de l'État. En 1961, sur la base des données de la FAO, la population chevaline à Cuba est estimée à 400 000 têtes. Il y a des divergences dans les estimations de la population équine à la fin du XXe siècle ; cependant, toutes suggèrent une forte diminution de la population de chevaux durant les années 1980, vraisemblablement à cause de l'accès croissant aux véhicules à moteur et de l'urbanisation. Des accords avec l'Union soviétique garantissent l'importation de tracteurs, de véhicules à moteur et de leurs pièces à bas prix, limitant le recours aux animaux. Le cheptel de chevaux n'est plus que d'environ 235 000 têtes en 1990.

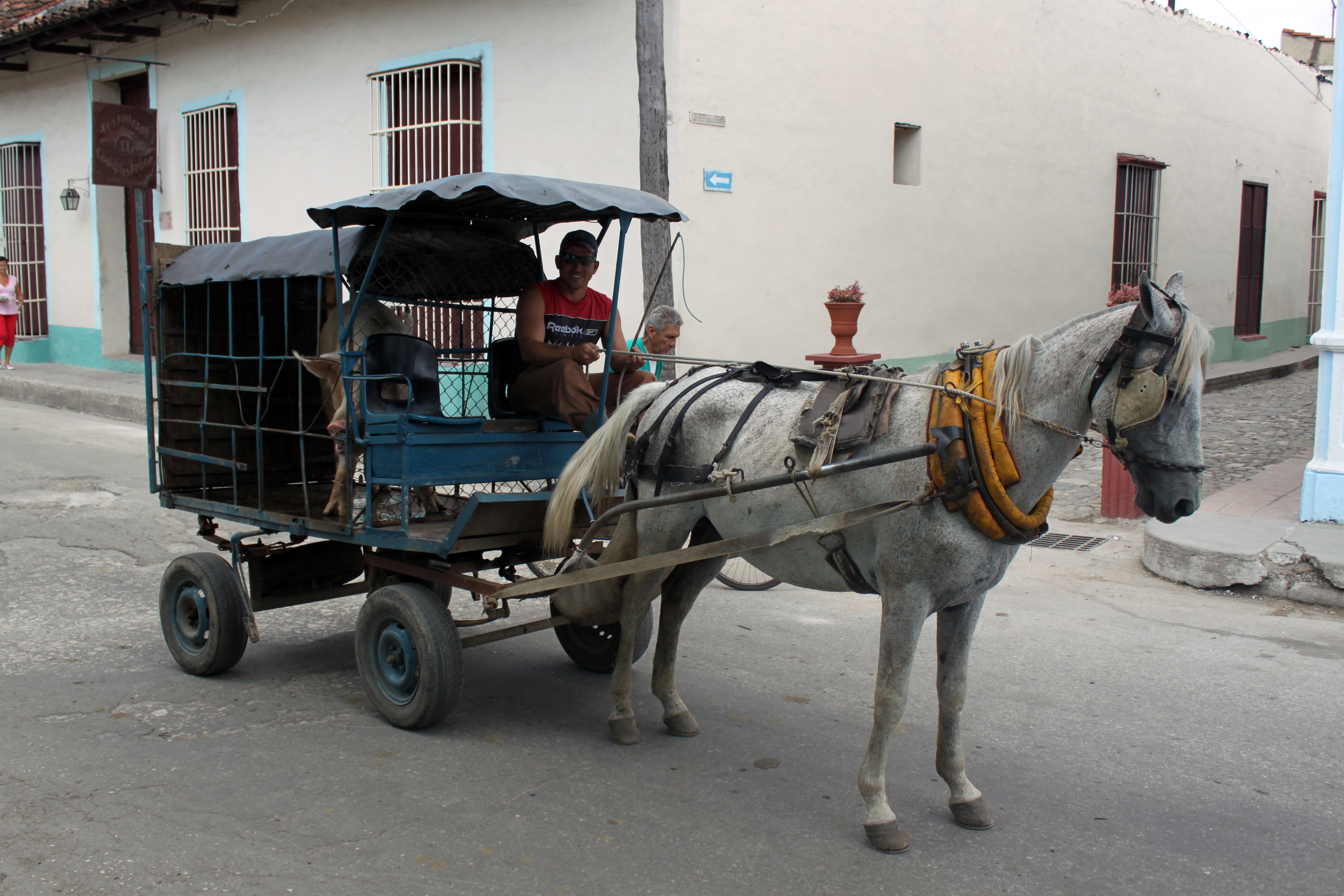
Transport d'un cochon dans un véhicule hippomobile à Sancti Spiritus, en 2012.

Depuis 1990 et la dislocation de l'URSS, Cuba connaît des conditions économiques particulières, avec des problèmes liés au coût et à la disponibilité du carburant et des pièces de rechange pour les véhicules à moteur. Alors que les véhicules à moteur sont souvent utilisés avant les années 1990, la « période spéciale » (el período especial en tiempos de paz) entraîne une résurgence de l'usage du cheval attelé, notamment en raison des difficultés d'approvisionnement du pays en carburant. En quelques mois, l'interruption quasi totale des approvisionnements entraîne un usage très limité des tracteurs ; les mesures d'austérité favorisent l'utilisation des animaux de travail, surtout des bœufs de trait, mais aussi des chevaux et des mules. L'État s'engage alors dans une politique de soutien actif à la traction hippomobile et bovine. Des animaux de trait sont réintroduits dans des fermes où le tracteur était pourtant utilisé depuis longtemps.
|                 | 1960    | 1970    | 1980    | 1990    | 2000    |
| --------------- | ------- | ------- | ------- | ------- | ------- |
| Tracteurs       | 7 000   | 51 600  | 68 300  | 70 200  | 40 000  |
| Chevaux         | 800 000 | 741 000 | 811 000 | 235 000 | 303 000 |
| Bovins de trait | 500 000 | 490 000 | 338 000 | 163 000 | 396 000 |

D'après les données collectées par l'Institut cubain de mécanisation agricole (Instituto de Investigaciones de Mecanización Agropecuaria, IIMA) du ministère de l'Agriculture, la population nationale de chevaux est en déclin depuis un certain temps, et s'élève à environ 400 000 (2002) ou 300 000 têtes, bien que les tendances suggèrent une résurgence de l'utilisation des chevaux pour tirer les charrettes et les calèches. Cette tendance est notamment palpable dans les exploitations agricoles. Le Dr Paul Starkey postule que la population d'animaux de travail a atteint son pic, et va décliner progressivement durant les prochaines années.

## Pratiques et usages

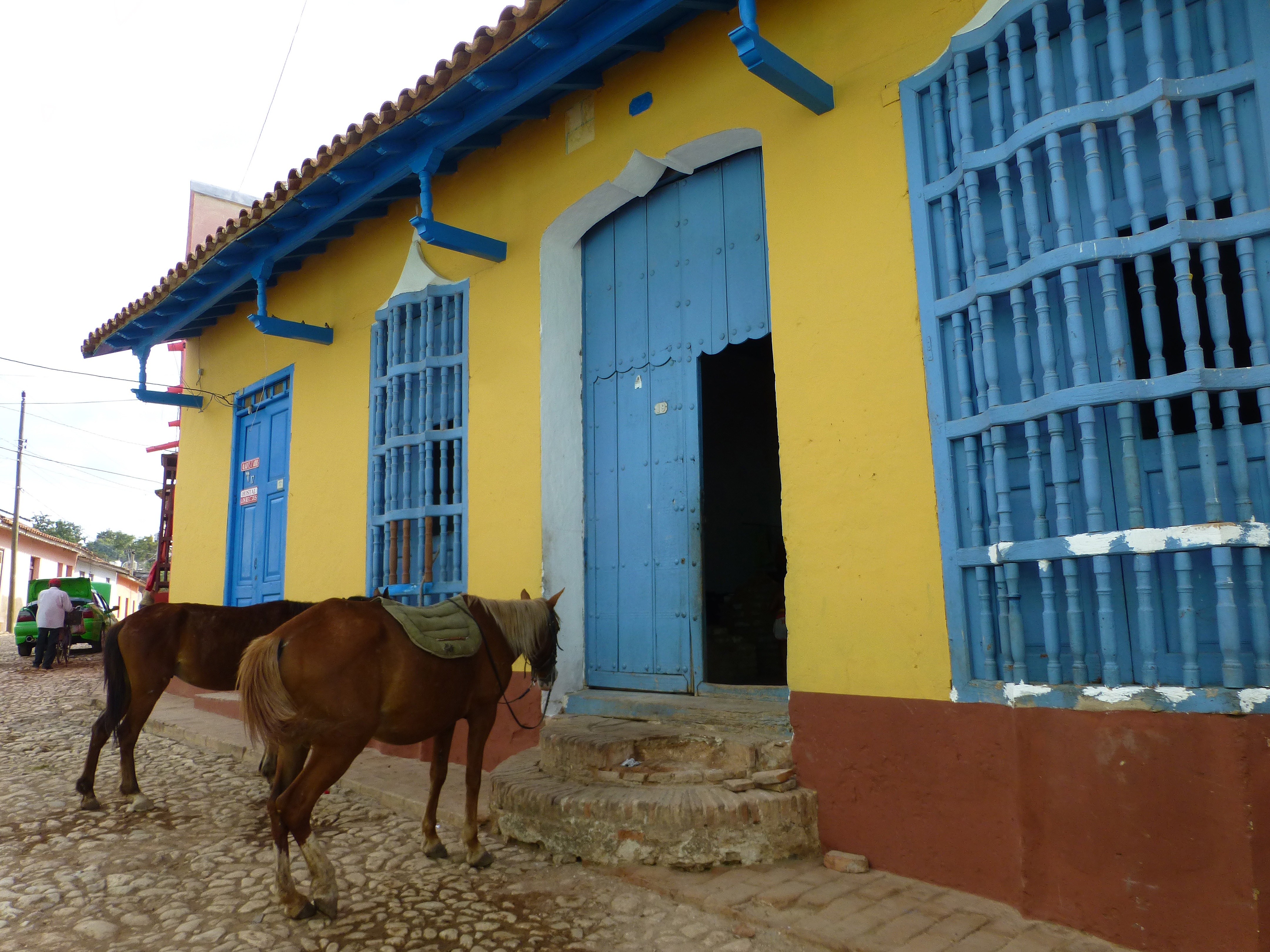
Chevaux attachés devant une maison de Trinidad.

L'équitation est longuement restée le principal moyen de transport à Cuba. La plupart des chevaux de l'île sont (en 2002) montés pour le travail (notamment en élevage bovin) et attelés pour le transport rural ou urbain, plus rarement montés pour le loisir ou pour les sports équestres. 
Les chevaux locaux sont historiquement utilisés par toute la population, depuis la garde civile espagnole jusqu'aux pirates,. Comme dans d'autres pays américains, le cheval d'allures capable d'aller l'amble, le marchador, est particulièrement apprécié,. Il existe une pratique de rodéo de spectacle. 
Le secteur de l'agriculture est très important pour l'économie cubaine, car il représente plus de 50 % des recettes en devises. Des animaux de travail sont utilisés dans toutes sortes d'exploitations agricoles, et en particulier dans des exploitations familiales et les coopératives de production, qui représentent 40 % de la production alimentaire nationale du pays. Dans les régions montagneuses de l'est du pays, certains chevaux servent de bêtes de somme.
Malgré la bonne qualité des chevaux locaux, ces animaux n'ont été que rarement exportés (en) vers les États-Unis, pour des raisons politiques.
Des recherches sont en cours sur la production de biométhane à partir du fumier des chevaux.

### Traction hippomobile

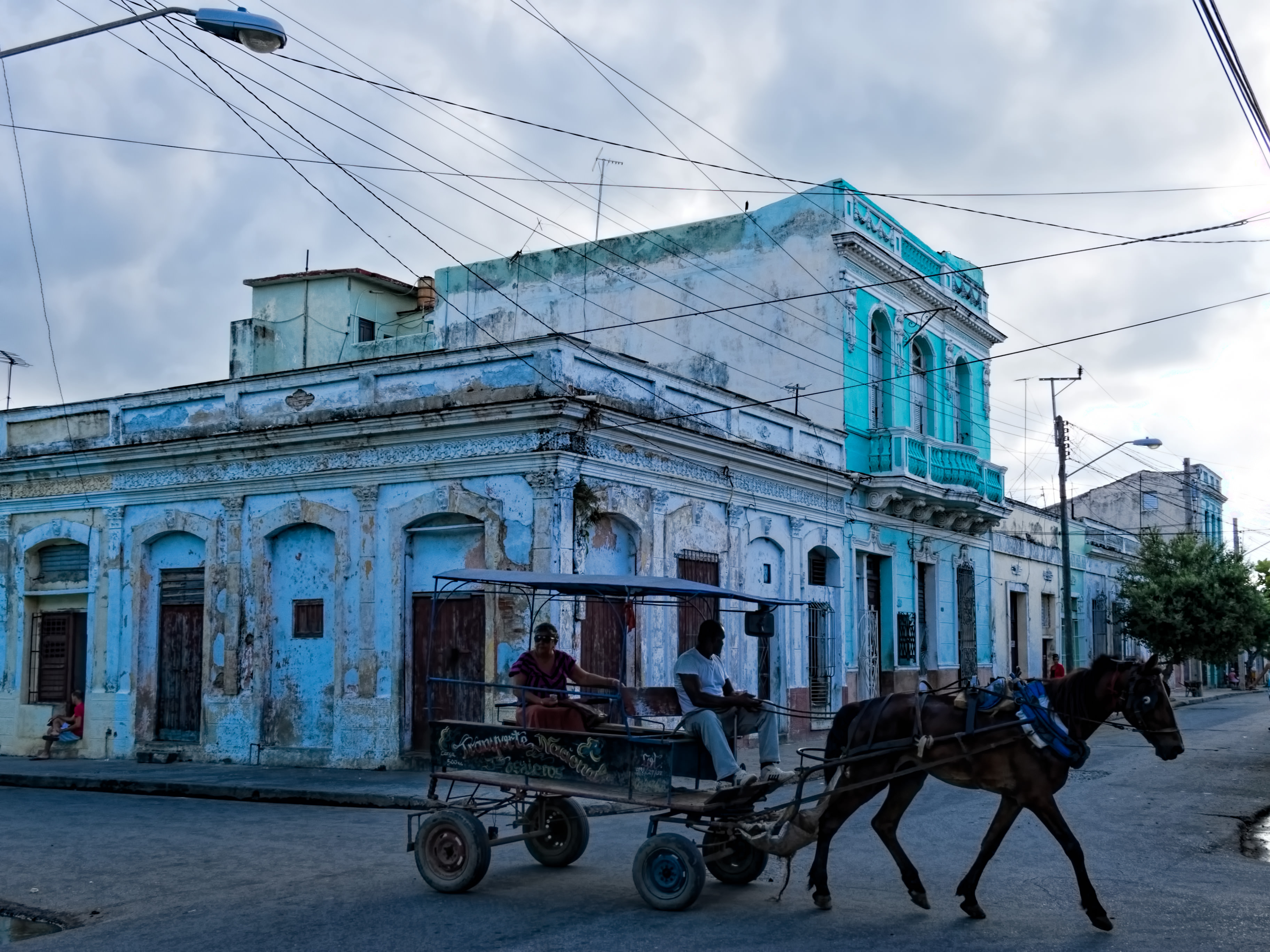
Transport public hippomobile à Cienfuegos, en 2016.

Avant l'apparition des véhicules à moteur, le transport dépend des chevaux et des mules, généralement avec de grands chariots (charrettes), qui servent tant à déplacer des biens commerciaux qu'à déplacer les personnes. Comme le Nicaragua, l'île de Cuba fait encore largement appel à la traction hippomobile. Starkey cite Cuba comme un « exemple fascinant de la traction animale à une époque récente. Cuba illustre que le déclin de la traction animale peut être inversé s'il existe une volonté politique et une population prête à renouer avec les animaux de trait ». C'est aussi un exemple des pays dans lesquels une pratique stable de traction hippomobile est documentée. L'île conserve (en 2011) des transports publics mus par la force du cheval, de nombreux opérateurs privés assurant ce transport public dans les grandes villes avec des véhicules hippomobiles (coche de caballos). Ces transports publics hippomobiles restent d'usage dans plusieurs grandes villes cubaines en 2011. De ce fait, l'île de Cuba n'a jamais totalement abandonné la traction hippomobile.
Malgré l'importance de la traction animale à Cuba, certains dirigeants considèrent les chevaux comme « arriérés » ou comme « un mal nécessaire », un point de vue généralement différent de celui des responsables agricoles, pour lesquels la traction animale est indispensable dans les mécanismes de production.
Les premiers attelages sont généralement presque entièrement en bois, et utilisés pour le transport de toutes sortes de produits agricoles. Durant la période où les Cubains sont influencés par le baroque européen, il est fréquent de voir des calèches élégantes dans les rues de La Havane. Les attelages modernes sont à deux ou quatre roues, et comptent des calèches, voire des omnibus. Selon Humberto Valdés (2002), en 2000, 16 000 véhicules de service enregistrés sont tractés par des chevaux ou des mules. Il reste possible de voir des calèches traditionnelles avec de grandes roues en bois à Bayamo et à Granma. À Pinar del Río, les omnibus tirés par des chevaux sont équipés de roues en acier montées avec des pneus en caoutchouc plein.
La traction animale joue aussi un rôle important dans l'économie rurale de Cuba, en plus de contribuer au transport urbain dans plusieurs provinces. Il y est fréquent d'utiliser le cheval agricole en complément des engins motorisés.
Les chevaux attelés sont en général bien traités, à quelques exceptions près. Il arrive que des chevaux de transport urbain soient « dans un état pitoyable ». D'après l'étude de 250 équidés de transport local de passagers dans la municipalité de Sancti Spíritus en 2014, la majorité des meneurs d'attelage (68,7 %) ont cette activité depuis 5 ans ou plus, et 58,3 % des meneurs ne possèdent qu'un seul équidé, qui travaille généralement plus de six heures par jour.

### Tourisme équestre

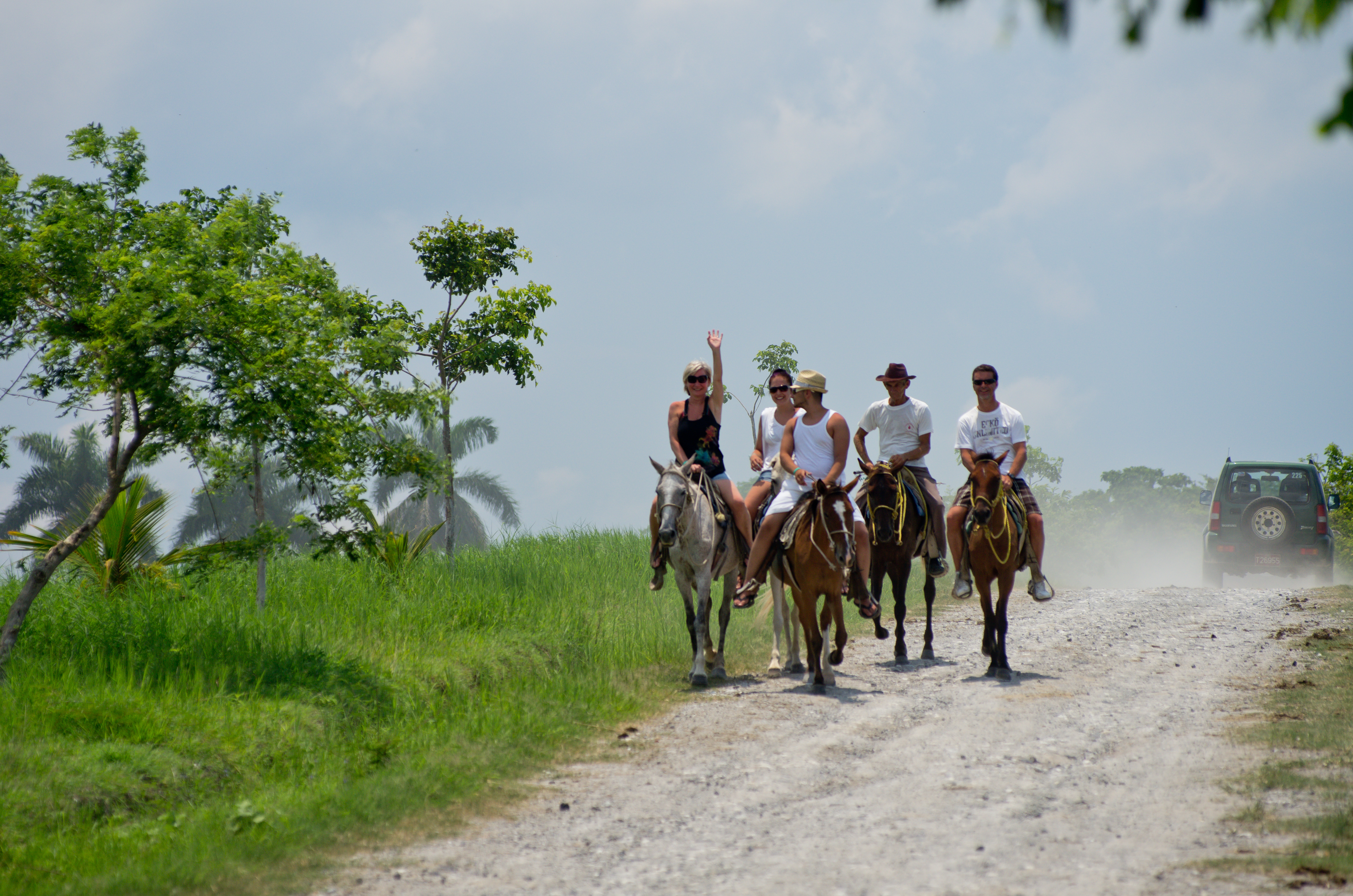
Groupe de touristes montant à cheval dans la province de Matanzas, en 2011.

Le cheval est aussi présent dans le secteur touristique, le pays offrant aux touristes de multiples possibilités de pratiquer l'équitation, dans une structure officielle ou non. Les balades à cheval y sont adaptées aux adultes comme aux enfants.

## Élevage
En 2017, dans l'ouvrage Equine Science, la population chevaline de Cuba est estimée à 507 600 têtes, ce qui représente 0,86 % de la population chevaline mondiale.
L'ouvrage de Chris J. Mortensen indique un cheptel de 773 900 têtes en 2014. Les chevaux se rencontrent un peu partout sur l'île, qu'ils soient montés ou attelés, car ils servent de moyen de transport régulier.

### Races élevées

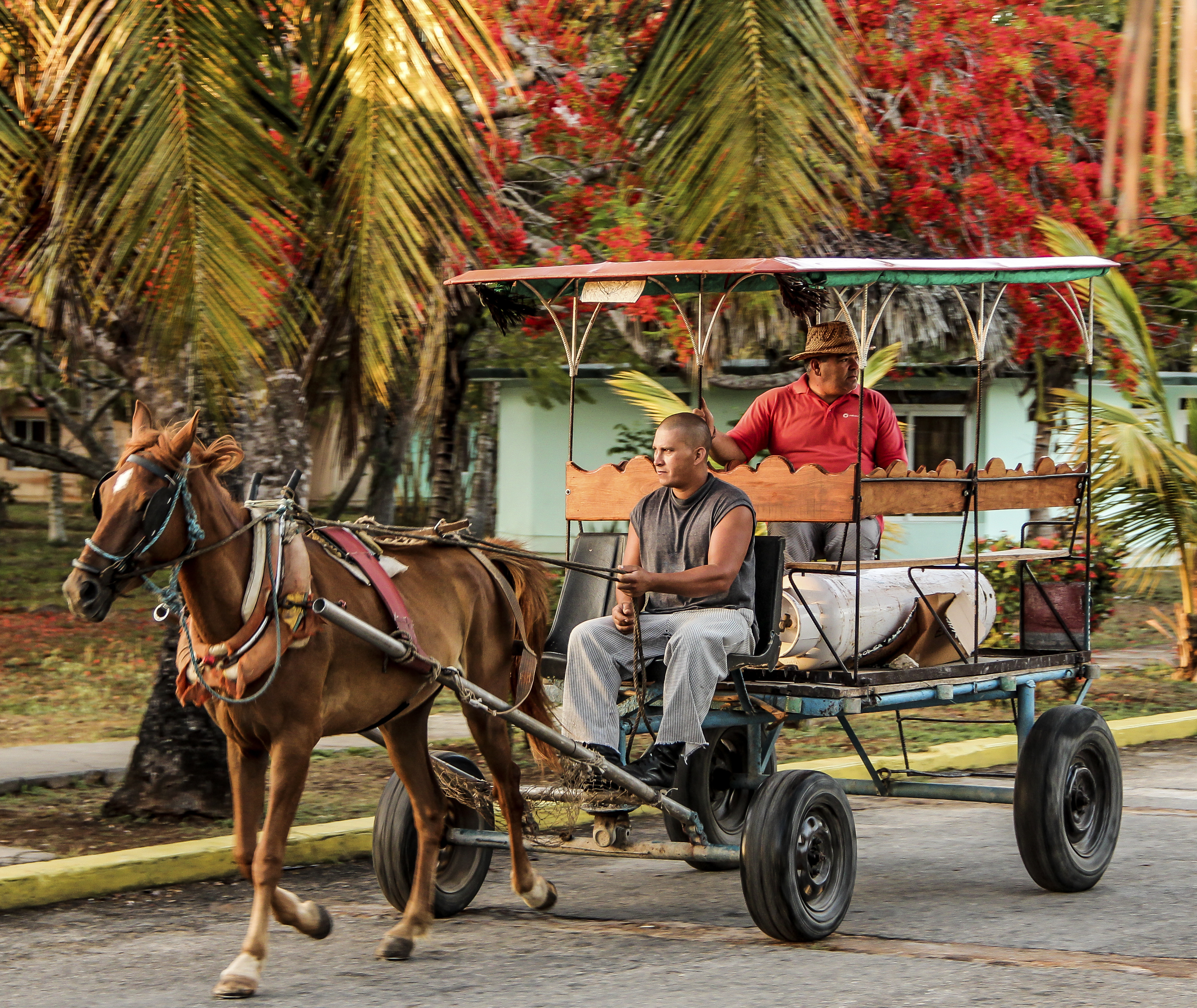
Transport hippomobile à Cuba, en 2013.

La base de données DAD-IS indique la présence de quatorze races de chevaux à Cuba, dont quatre locales : les races locales sont le Paso cubain (Paso cubano), le Trotteur cubain (Cubano de trote), le Patibarcino et le Pinto cubain (Pinto cubano) ; les autres races élevées à Cuba sont l'Appaloosa, le Trait belge, le Pure race espagnole, le Morgan, le Percheron, le Shetland, le Welsh, le Pur-sang, le Quarter Horse et l'Arabe.
Certains Paso Fino enregistrés aux États-Unis proviennent de Cuba.

### Maladies et parasitisme
Cuba est touchée par le virus du Nil occidental, qui cause la fièvre du Nil occidental ; une surveillance épidémiologique a été établie en 2002, et les premières preuves de l'existence de cette affection sont collectées en 2003 et 2004.

#### Maladies à tiques
Les rickettsies (Rickettsia), qui provoquent des maladies chez l'homme et d'autres animaux, sont principalement transmises par les tiques ; Rickettsia spp. est présent dans 64 % des tiques adultes de l'espèce Amblyomma mixtum et 11 % des échantillons groupés de nymphes de Dermacentor nitens. En revanche, Rickettsia spp. n'a été détecté dans aucun des 200 échantillons de sang de cheval inclus dans cette étude. Il a aussi été démontré que les tiques cubaines parasitant les chevaux peuvent être infectées par Coxiella burnetii, qui cause la  fièvre Q. Dermacentor nitens est l'espèce de tique parasite des chevaux la plus importante, économiquement parlant.

#### Babésiose / piroplasmose équine
La babésiose (ou piroplasmose) est localement transmise par Theileria equi ou Babesia caballi (en). Elle entraîne un sérieux préjudice économique pour les éleveurs et utilisateurs de chevaux, notamment car elle interdit l'exportation des animaux. Il est suggéré que les agents vecteurs soient endémiques de Cuba.

#### Parasitisme gastro-intestinal
Le parasitisme gastro-intestinal est favorisé par le climat tropical de Cuba : 63 % des équidés étudiés excrètent plus de 1 000 œufs de petits strongles par gramme de matière fécale, principalement ceux de Strongylus vulgaris (en).
Le premier rapport sur la résistance aux anthelminthiques des cyathostomines équines à Cuba a été publié en 2018. Le traitement par ivermectine sous forme liquide a montré son efficacité, notamment sur les nématodes intestinaux. Il est suggéré que le traitement anthelminthique sélectif (SAT) puisse être administré aux chevaux cubains pour permettre le contrôle de leurs parasites gastro-intestinaux.

## Culture

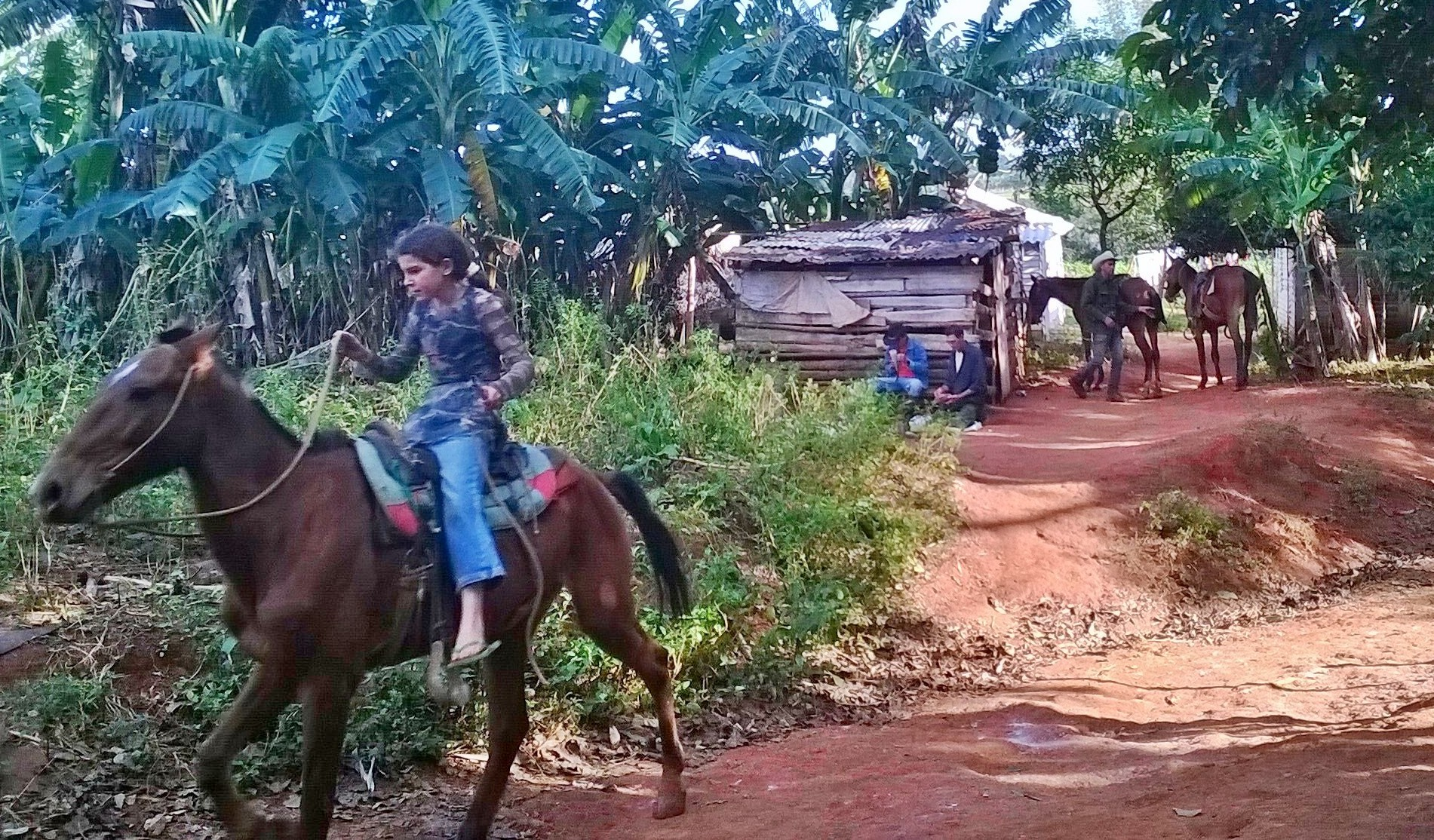
Jeune fille montant à cheval dans les environs de Viñales.

Le cheval fait partie de la culture cubaine, notamment celle des vaqueros. Il est représenté par le cinéma cubain. Le critique Michael Chanan cite une scène à la fin du film De cierta manera (sorti en 1977) dans laquelle un général est assis à califourchon sur un étalon possédant d'énormes testicules : c'est une référence à l'expression populaire cubaine « avoir les couilles du cheval de Maceo », qui signifie « être plus macho que n'importe qui d'autre ». Il est aussi présent dans certains contes populaires cubains, par exemple celui du cheval d'Hicotea (El caballo de Hicotea).
Le cheval est historiquement présent pendant les fêtes santiagueras, qui rassemblent courses de chevaux, feux de joie, alcool et chants satiriques. Le musée national de Cuba expose le squelette du cheval de Máximo Gómez, un héros de la guerre d'indépendance cubaine, ce que l'historienne Rosalie Schwartz estime être « d'un goût douteux ».
Les prostituées de Cuba portent le nom de jinetera, qui signifie littéralement « jockey » ou « cavalière », car elles « montent » les touristes. Ces activités de prostitution se sont développées avec la crise économique.
Les chevaux de couleur de robe isabelle sont particulièrement appréciés des Cubains, qui appellent cette robe dorado ou mohato.

### Note
1. ↑  Soit le ministère de l'Agriculture (es) : Ministerio de Agricultura de la República de Cuba.